# Beichtstühle (Unterliezheim)

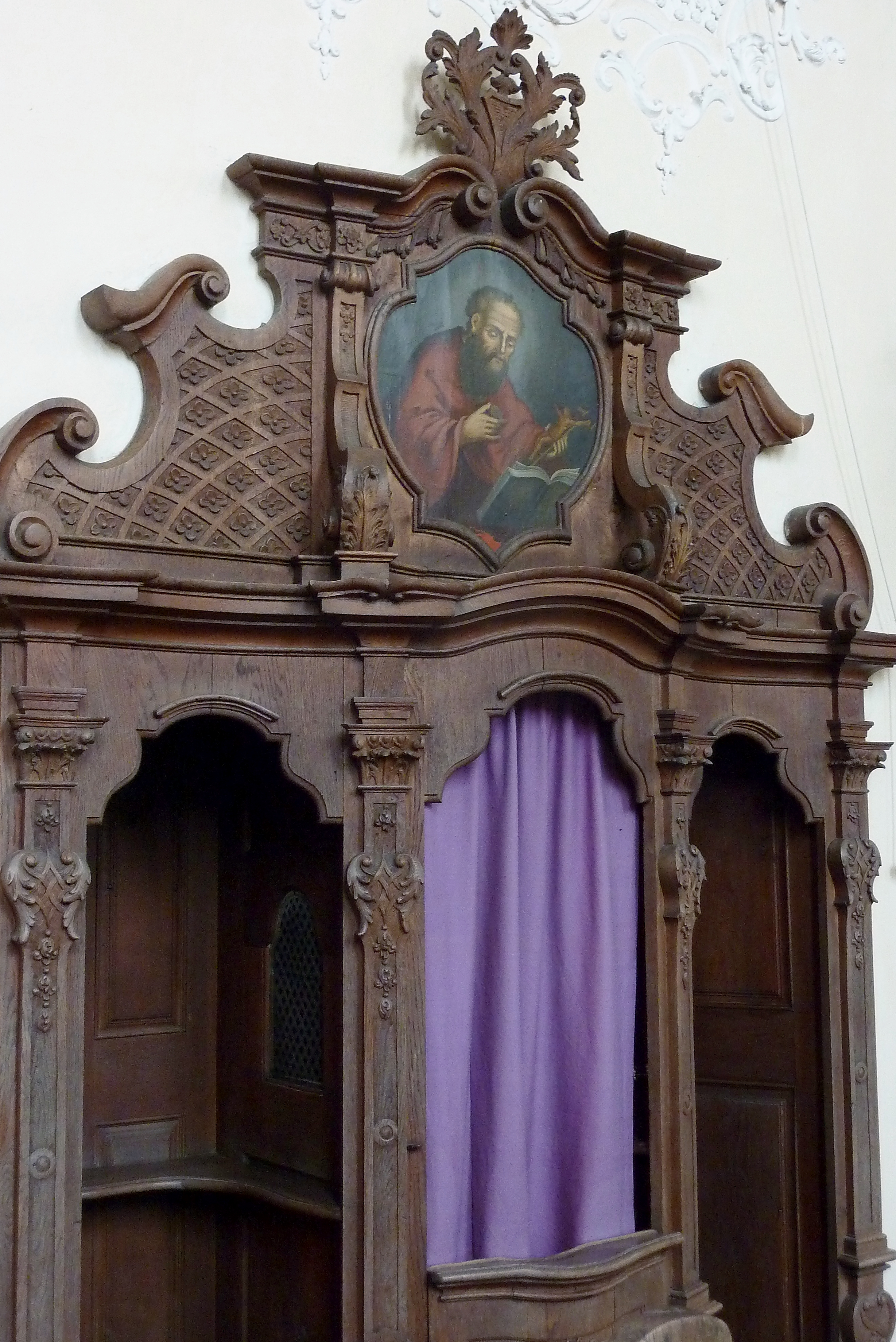
Beichtstuhl in Unterliezheim, im Auszug der heilige Hieronymus

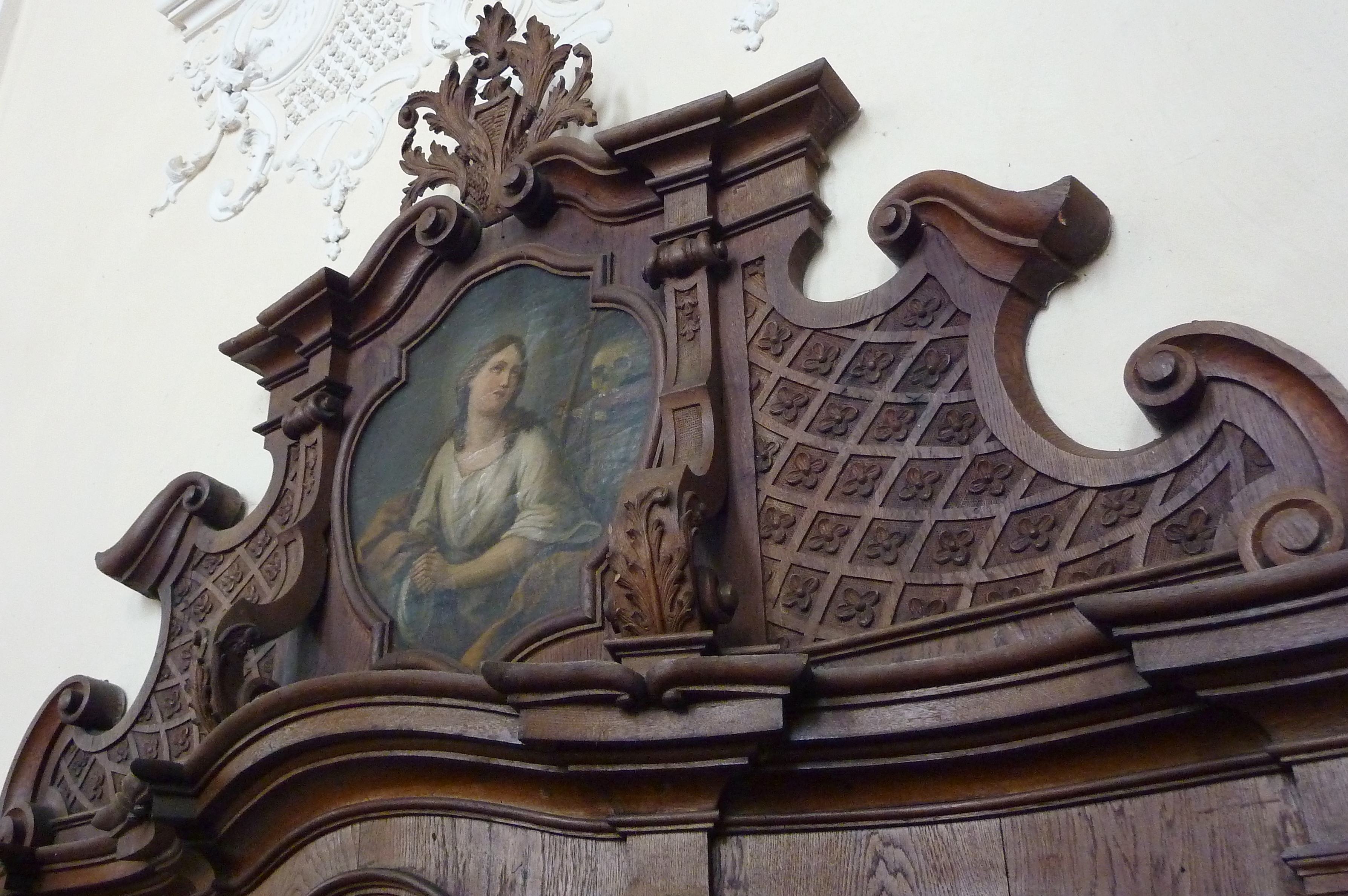
Auszug eines Beichtstuhls mit der heiligen Maria Magdalena

Die vier Beichtstühle in der katholischen Pfarrkirche St. Leonhard in Unterliezheim, einem Gemeindeteil von Lutzingen im Landkreis Dillingen an der Donau im bayerischen Regierungsbezirk Schwaben, wurden 1741 geschaffen. Die Beichtstühle sind als Teil der Kirchenausstattung geschützte Baudenkmäler.
Die zwei- und dreiteiligen Beichtstühle aus Holz sind mit Gitter- und Muschelwerkdekor verziert. In den Auszügen sind berühmte Büßer dargestellt: der heilige Hieronymus, Maria Magdalena, König David und Dismas, der gute Schächer.